# Ђаве
Ђаве (итал. Giave) је насеље у Италији у округу Сасари, региону Сардинија.
Према процени из 2011. у насељу је живело 527 становника. Насеље се налази на надморској висини од 587 м.

## Становништво
| 1951. | 1961. | 1971. | 1981. | 1991. | 2001. | 2011. |
| ----- | ----- | ----- | ----- | ----- | ----- | ----- |
| 1.694 | 1.397 | 1.044 | 845   | 758   | 692   | 586   |